# Olgania
Olgania  (лат.) — род аранеоморфных пауков из семейства микрофолкомматидовых. Эндемичен для Тасмании.

## Виды
В роде Olgania 5 видов:
- Olgania cracroft Rix & Harvey, 2010
- Olgania eberhardi Rix & Harvey, 2010
- Olgania excavata Hickman, 1979
- Olgania troglodytes Rix & Harvey, 2010
- Olgania weld Rix & Harvey, 2010